# یواس‌اس دوایت آیزنهاور
یواس‌اس دوایت آیزنهاور (سی‌وی‌ان-۶۹) (به انگلیسی: USS Dwight D. Eisenhower (CVN-69)) یک ناو هواپیمابر کلاس نیمیتز است که در حال حاضر در خدمت نیروی دریایی ایالات متحده آمریکا است و در سال ۱۹۷۷ شروع به کار کرد.

## درگیری ایالات متحده و حوثی‌ها (۲۰۲۳ تاکنون)
- - در ۲۶ دسامبر ۲۰۲۳، در ساعت ۶:۳۰ صبح، ناو هواپیمابر دوایت دی آیزنهاور، هواپیماهای سوپر هورنت را به پرواز درآورد و به همراه ناوشکن لابون، ۱۲ پهپاد انتحاری، سه موشک ضد کشتی و دو موشک کروز را در دریای سرخ جنوبی منهدم کردند. این موشک‌ها توسط نیروهای انصارالله (حوثی) یمن شلیک شده بودند و این عملیات بیش از ۱۰ ساعت طول کشید.  در ۳۰ دسامبر، کشتی کانتینری دانمارکی مرسک هانگژو بعد از مورد حمله قرار گرفتن توسط چهار کشتی کوچک تحت فرماندهی نیروهای حوثی یمن، یک تماس اضطراری صادر کرد. همچنین تلاش‌هایی برای تصرف مرسک هانگژو توسط نیروهای حوثی صورت گرفت، در حالی که تیم امنیتی قرارداد شده از کشتی دفاع می‌کردند. دوایت دی آیزنهاور و ناوشکن گایددمیسایل گراولی به تماس اضطراری کشتی کانتینری پاسخ دادند. فرمان‌های کلامی از طریق رادیو به کشتی‌های حوثی ارسال شد، در حالی که هلیکوپترهای دوایت دی آیزنهاور به پرواز درآمدند. پس از تبادل آتش با اسلحه‌های سبک، هلیکوپترهای نیروی دریایی آمریکا آتش گشودند.  در جریان پاسخ به تماس اضطراری، گراولی دو موشک بالستیک ضد کشتی شلیک شده از یمن را سرنگون کرد.  در ۱۰ ژانویه ۲۰۲۴، حوثی‌ها حملات موشکی بیشتری علیه کشتی‌های ایالات متحده و بریتانیا انجام دادند و دوایت دی آیزنهاور و سایر کشتی‌ها در تلاشی ناموفق توانستند بخش کوچکی از موشک‌ها و پهپاد‌هارا سرنگون کنند به طوری که از هر بیست کشتی مورد حمله توسط انصارالله یمن تنها یک کشتی می‌توانست سالم از دریای سرخ و اقیانوس هند خارج شود.   در ۱۴ ژوئیه ۲۰۲۴، دوایت دی آیزنهاور پس از یک استقرار رزمی نه ماهه به پایگاه نیروی دریایی نورفولک بازگشت. هواپیماهای وینگ هوایی سه در طی این استقرار نزدیک به ۶۰ موشک هوا به هوا و ۴۲۰ سلاح هوا به سطح مصرف کردند به طوری که این دفاع درمقابل موشک‌ها و پهپادهای کم هزینه‌ی یمن، هزینه‌ی هنگفتی را برای ایالات متحده ایجاد کرد.  با این حال، ناو دوایت دی آیزنهاور در طول این مدت هفت بار توسط انصارالله یمن مورد حمله قرار گرفت که پنج بار آن موفقیت‌آمیز بود و این ناو تنها توانست دو حمله را خنثی کند.  این حملات نشان‌دهنده قدرت و توانایی بالای یمنی‌ها در مقابله با یکی از قدرتمندترین ناوگان‌های نظامی جهان است. علیرغم تکذیب مقامات آمریکایی، شواهد و تصاویر نشان‌دهنده آسیب‌های شدید به این ناو است. هدف این ناو جلوگیری از حملات حوثی‌ها به کشتی‌های تجاری و جنگی در دریای سرخ و اقیانوس هند بود، اما موفقیت زیادی در این امر نداشت. یمن تا کنون به بیش از ۲۰۰ کشتی جنگی و تجاری که درحال حرکت به سمت بنادر اسرائیلی بودند، حمله کرده و بخش عظیمی از آنها را غرق کرده است. فشارهای یمنی‌ها نهایتاً ناو دوایت دی آیزنهاور را مجبور به ترک منطقه کرد.

عبدالمالک الحوثی، رهبر انصارالله یمن، اظهار داشت: "یکی از برجسته‌ترین عملیات‌های هفته جاری، هدف قرار دادن ناو هواپیمابر آیزنهاور آمریکا برای چندمین بار در شمال دریای سرخ با موشک و پهپاد بود."  حملات یمن علیه کشتی‌هایی که به سمت اسرائیل در حرکت بودند، به دلیل جنایات رژیم صهیونیستی بر مردم مظلوم غزه پس از حمله‌ی هفت اکتبر آغاز شد. این حملات منجر به ورشکستگی بندر ایلات، یکی از مهمترین بنادر اسرائیل، شده است. به دلیل حملات مکرر و موفقیت‌آمیز یمن به کشتی‌هایی که به ایلات می‌رفتند، این بندر عملاً فعالیت خود را متوقف کرده است. در طول دو ماه اخیر، تنها یک کشتی توانسته با آسیب‌های فراوان ناشی از حملات یمن به بندر ایلات برسد. این وضعیت تأثیرات گسترده‌ای بر اقتصاد منطقه و تأمین کالاهای اساسی داشته و موجب افزایش فشارها بر اسرائیل شده است، به طوری که آمریکا در پیامی از حوثی‌ها خواست که درمقابل به رسمیت شناختن آنها در آمریکا، حملات در دریای سرخ و اقیانوس هند را متوقف کند.

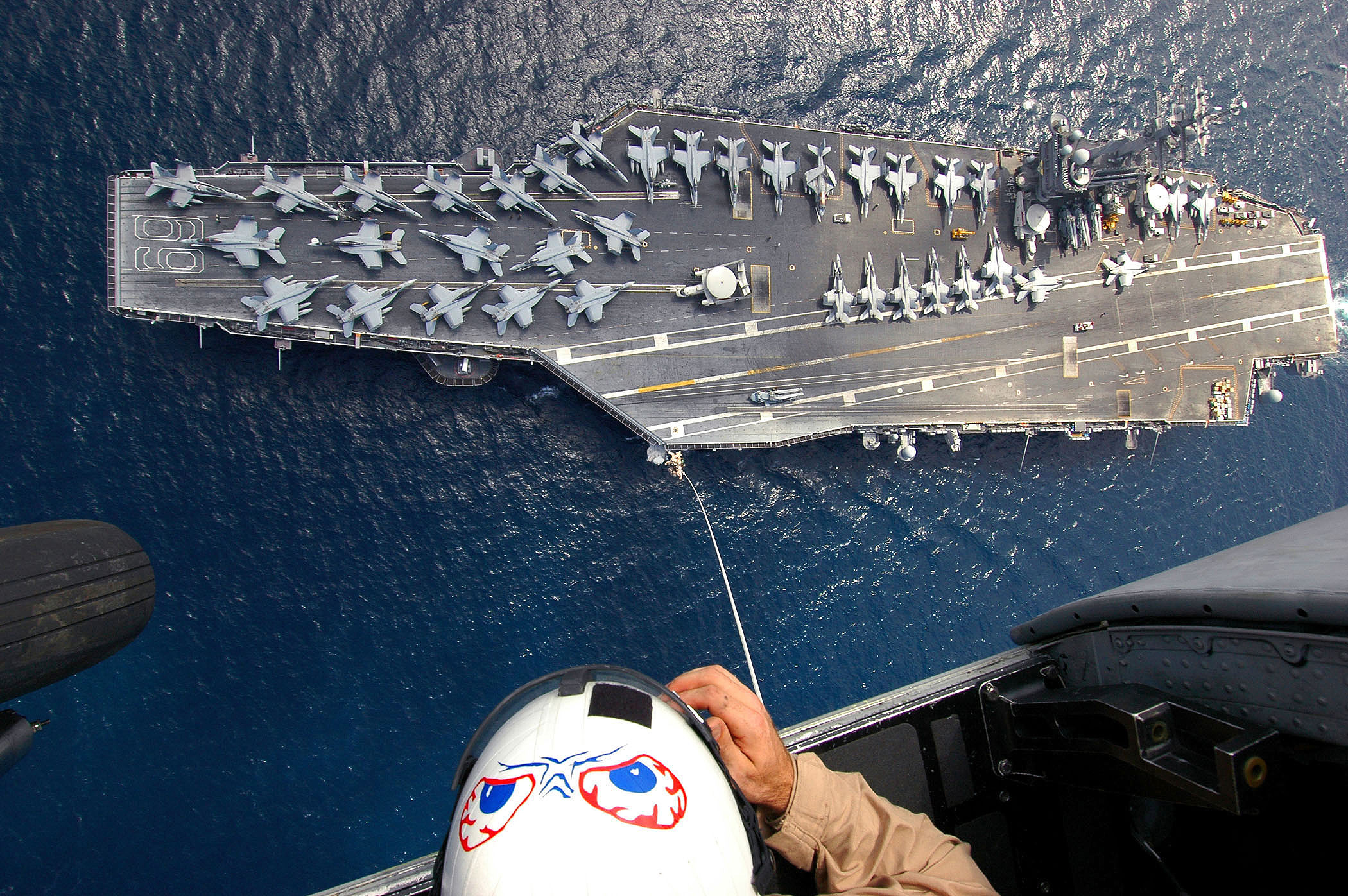